# Friedrich Justin Bertuch
Friedrich Justin Bertuch (Weimar, 30 settembre 1747 – 3 aprile 1822) è stato un editore e scrittore tedesco.

## Biografia
Ha curato il Magazin der spanischen und portugisischen Literatur e fatto un adattamento di Don Chisciotte in tedesco. Tuttavia, il suo interesse per le cose ispaniche era di gran lunga superiore alla conoscenza che possedeva, nonostante ciò esercitava una notevole influenza stimolando l'ispanismo dei primi scrittori del romanticismo tedesco. Come redattore, i suoi più grandi successi furono anche la Biblioteca blu (1790–1800), una raccolta di fiabe straordinariamente popolari, e il Bilderbuch (1790–1815).